# Streblocera parva
Streblocera parva är en stekelart som beskrevs av De Saeger 1946. Streblocera parva ingår i släktet Streblocera och familjen bracksteklar. Inga underarter finns listade i Catalogue of Life.